# Парламентские выборы в Лихтенштейне (1974)

Парламентские выборы в Лихтенштейне проходили 1 и 3 февраля 1974 года. Ландтаг включал 15 мест, представлявшие 2 избирательных округа: 9 из Верхней страны и 6 — из Нижней. 
В результате победу одержала Прогрессивная гражданская партия, которая получила в Ландтаге 8 мест. Явка избирателей составила 95,3%. В выборах могли участвовать только мужчины, достигшие 20 лет и проживавшие в стране не менее 1 месяца перед выборами. На первом заседании 27 марта 1974 года Ландтаг избрал Вальтера Кибера главой правительства. Выборы 1974 года стали последними для Христианско-социальной партии Лихтенштейна.

## Результаты
| Партия                             | Партия                             | Голосов | %     | Мест | +/–  |
| ---------------------------------- | ---------------------------------- | ------- | ----- | ---- | ---- |
|                                    | Прогрессивная гражданская партия   | 12 819  | 48,78 | 8    | +1 ▲ |
|                                    | Патриотический союз                | 12 756  | 48,53 | 7    | -1 ▼ |
|                                    | Христианско-социальная партия      | 705     | 2,69  | 0    | 0    |
| Недействительных/пустых бюллетеней | Недействительных/пустых бюллетеней | 34      | —     | —    | —    |
| Всего                              | Всего                              | 4 320   | 100   | 15   | 0    |

* Каждый избиратель имеет столько голосов, сколько мест в парламенте, поэтому общее 
количество голосов, отданных за различные партии, больше, чем количество избирателей.